# Abdoulkader Kamil Mohamed
Abdoulkader Kamil Mohamed (în Afar⁠(d) Qabdulkadir Kamil Macammad, în arabă عبد القادر كامل محمد; n. 1 iulie 1952, regiunea Obock, Djibouti) este un politician din Djibouti care ocupă funcția de prim-ministru al țării din 2013. Membru de lungă durată al partidului de guvernământ Adunarea Populară pentru Progres (People's Rally for Progress), a fost anterior ministru al agriculturii (2005–2011) și ministru al apărării (2011–2013). Este de origine afar-somaleză și aparține proeminentului clan Warsangeli.

## Biografie
Mohamed s-a născut în 1952 în localitatea Souali, situată în regiunea nordică Obock din actualul Djibouti.
A studiat la Universitatea din Limoges din Franța, unde a obținut o diplomă în științe tehnice, cu specializare în gestionarea apei și a mediului.

## Carieră
În plan profesional, Mohamed și-a început cariera în cadrul autorității de apă din Djibouti, care ulterior a devenit ONED. A lucrat mai întâi ca Director General interimar între 1978 și 1979, apoi ca Director General între 1983 și 2005.
În 1981, Mohamed s-a alăturat partidului Adunarea Populară pentru Progres (RPP). A urcat treptat în ierarhia acestei formațiuni politice, fiind ales în cele din urmă vicepreședinte al RPP în septembrie 2012. Ulterior, a fost numit președinte al Uniunii pentru Majoritate Prezidențială (UMP) în noiembrie 2012.
Din mai 2005 până în mai 2011, Mohamed a ocupat funcția de ministru al agriculturii în guvernul din Djibouti. A fost numit apoi ministru al apărării în mai 2011.
Mohamed a fost, de asemenea, deputat în Adunarea Națională. A fost reales în această funcție la 22 februarie 2013, în urma victoriei parlamentare a UMP.

## Prim-ministru
La 1 martie 2013, Mohamed a fost numit prim-ministru al Djibouti. Înlocuindu-l pe Dileita Mohamed Dileita⁠(d), care deținea această funcție de mult timp, a preluat oficial mandatul la 1 aprilie.